# Chasms
Chasms e um emulador de Sega Master System e Sega Game Gear. Suporta arquivos de ROM com extensao .SMS e .GG